# Harry Belafonte
Harold George Bellanfanti Jr. (Nova Iorque, 1 de março de 1927 — Nova Iorque, 25 de abril de 2023), mais conhecido pelo nome artístico Harry Belafonte, foi um músico, ator, ativista político e pacifista norte-americano de ascendência jamaicana. Um dos mais bem sucedidos artistas de origem caribenha da história, foi apelidado de "Rei do Calypso" por popularizar o ritmo caribenho nos Estados Unidos na década de 1950. Durante sua carreira foi um radical ativista político, envolvido em lutas pelos direitos civis e diversas causas humanitárias.
Belafonte nasceu no Harlem, o bairro negro pobre da cidade de Nova Iorque e na infância viveu na Jamaica, país natal de sua mãe. De volta aos Estados Unidos, fez o colegial numa escola pública da cidade e serviu na marinha durante a Segunda Guerra Mundial. No fim dos anos 40, começou a ter aulas de arte dramática junto com Marlon Brando, Tony Curtis e Sidney Poitier, enquanto trabalhava junto ao teatro negro americano. Anos depois, receberia um Prêmio Tony por seu trabalho nos palcos da Broadway.

## Carreira

### Música

Harry Belafonte no Rio de Janeiro em 1970

Belafonte iniciou sua carreira na música como cantor em night-clubs de Nova Iorque para pagar por suas aulas de ator. Seu repertório misturava o pop com o folk ianque, pelo qual se interessou ao voltar da guerra. Em 1952 conseguiu um contrato de gravação com a empresa RCA Victor e quatro anos depois seu álbum Calypso explodiu nas paradas estado-unidenses, sendo o primeiro LP a vender mais de um milhão de cópias no país. Foi este disco que apresentou o calypso ao público local e o consagrou como "Rei", apelido pelo qual ele tinha fortes reservas.
Durante os anos sessenta, além de ganhar dois prêmios Grammy e seis discos de ouro, introduziu diversos novos artistas ao público dos Estados Unidos, notadamente a cantora sul-africana Miriam Makeba com quem gravou diversas músicas antiapartheid,  e um de seus álbuns de sucesso, de 1962, traz a primeira gravação registrada de um jovem tocador de harmônica chamado Bob Dylan. Com a chegada dos Beatles aos Estados Unidos e a invasão do rock inglês nas paradas musicais, o sucesso de Belafonte começou a diminuir. Mesmo sem o mesmo status de astro dos primeiros anos, ele continuou a fazer grandes shows pelo país e pelo mundo até 2003, quando anunciou sua aposentadoria dos palcos.

### Cinema e televisão
Harry Belafonte foi o primeiro afro-americano a receber um Prêmio Emmy do Primetime, o "Oscar" da televisão, por seu show especial de televisão  Tonight with Belafonte, em 1959. No cinema, seu primeiro sucesso foi em Carmen Jones, de Otto Preminger, ao lado de Dorothy Dandridge, a mais conhecida atriz negra de sua época. Apesar de estrelar diversos filmes, insatisfeito com os papéis que lhe vinham sendo oferecidos, resolveu se dedicar mais à carreira musical, abandonando o cinema no começo dos anos 70, ao qual só voltaria no meio dos anos 90 para trabalhar com John Travolta e Robert Altman.

## Ativismo político
Belafonte sempre foi reconhecido como um dos grandes ativistas políticos dos Estados Unidos e dos mais radicais. Apesar de famoso nas artes, isto nunca lhe protegeu da discriminação racial, especialmente no sul do país, onde se recusou a se apresentar entre 1954 e 1961. Neste período, como muitos outros, foi colocado na Lista Negra pelo Macartismo, tendo dificuldades para trabalhar.

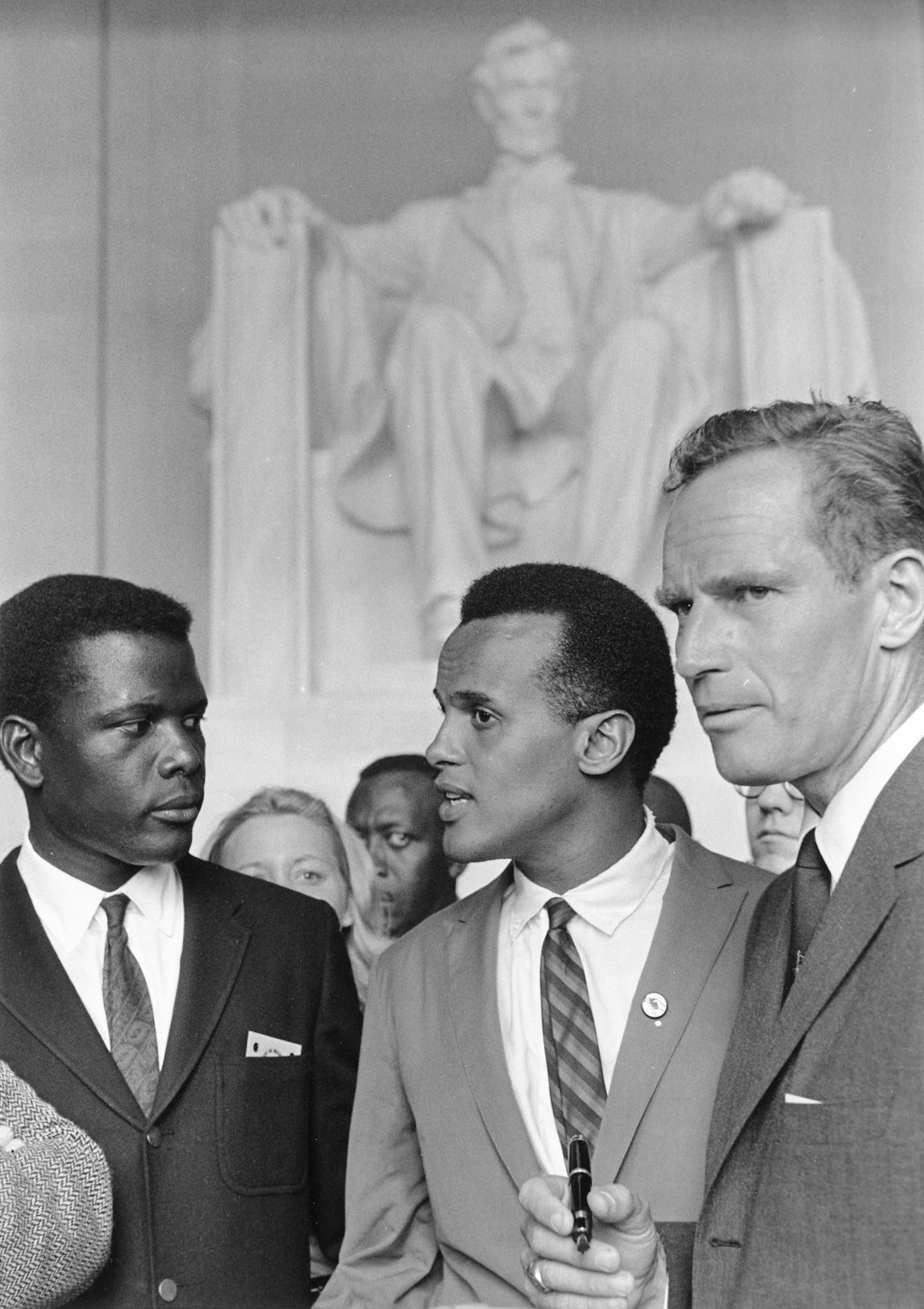
Harry Belafonte entre Sidney Poitier e Charlton Heston durante a manifestações pelos direitos civis para os negros em Washington D.C., Estados Unidos

Grande seguidor do Movimento dos Direitos Civis e um dos confidentes de Martin Luther King, levantou milhares de dólares para libertar sob fiança centenas de manifestantes presos e foi um dos organizadores da famosa Marcha sobre Washington.
Em 1968, ele e sua amiga, a cantora Petula Clark, protagonizaram uma cena pioneira na TV estado-unidense, num programa especial  da cantora britânica na rede NBC. Durante a gravação, enquanto cantavam juntos e sorriam um para o outro, Petula, branca, segurou por instantes nos braços e ombros de Harry, levando o patrocinador, a marca de automóveis Plymouth, a querer retirar a cena da edição final, por medo da reação do público. Petula recusou-se ameaçando impedir a transmissão do programa todo, pois ele era de sua propriedade (The Petula Clark Show) e a questão, entre a gravação e a exibição provocou grande discussão na imprensa. Quando o show foi finalmente ao ar, sem cortes, provocando grandes índices de audiência, mostrava pela primeira vez na história duas pessoas de cores diferentes tendo contato físico carinhoso durante uma transmissão de televisão.
Em 1985 foi um dos organizadores do grupo de artistas que gravou a famosa música "We Are the World" que vendeu milhões de cópias em todo mundo e ganhou um Prémio Grammy, e se apresentou ao vivo no super concerto Live Aid;  em 1987 foi nomeado embaixador da boa vontade da Unicef. Nesta função, foi a Ruanda e África do Sul, levantando fundos de ajuda e denunciando a miséria, exploração e racismo existente em grande escala no continente africano.
Desde o começo da carreira foi um feroz crítico da política externa ianque e, a partir dos anos 80, começou a dar declarações polêmicas aos meios de comunicação, defendendo o fim do embargo econômico a Cuba, elogiando as iniciativas de paz da ex-União Soviética, condenando a invasão de Granada, honrando a memória do Casal Rosenberg e elogiando Fidel Castro.

### Oposição ao governo Bush

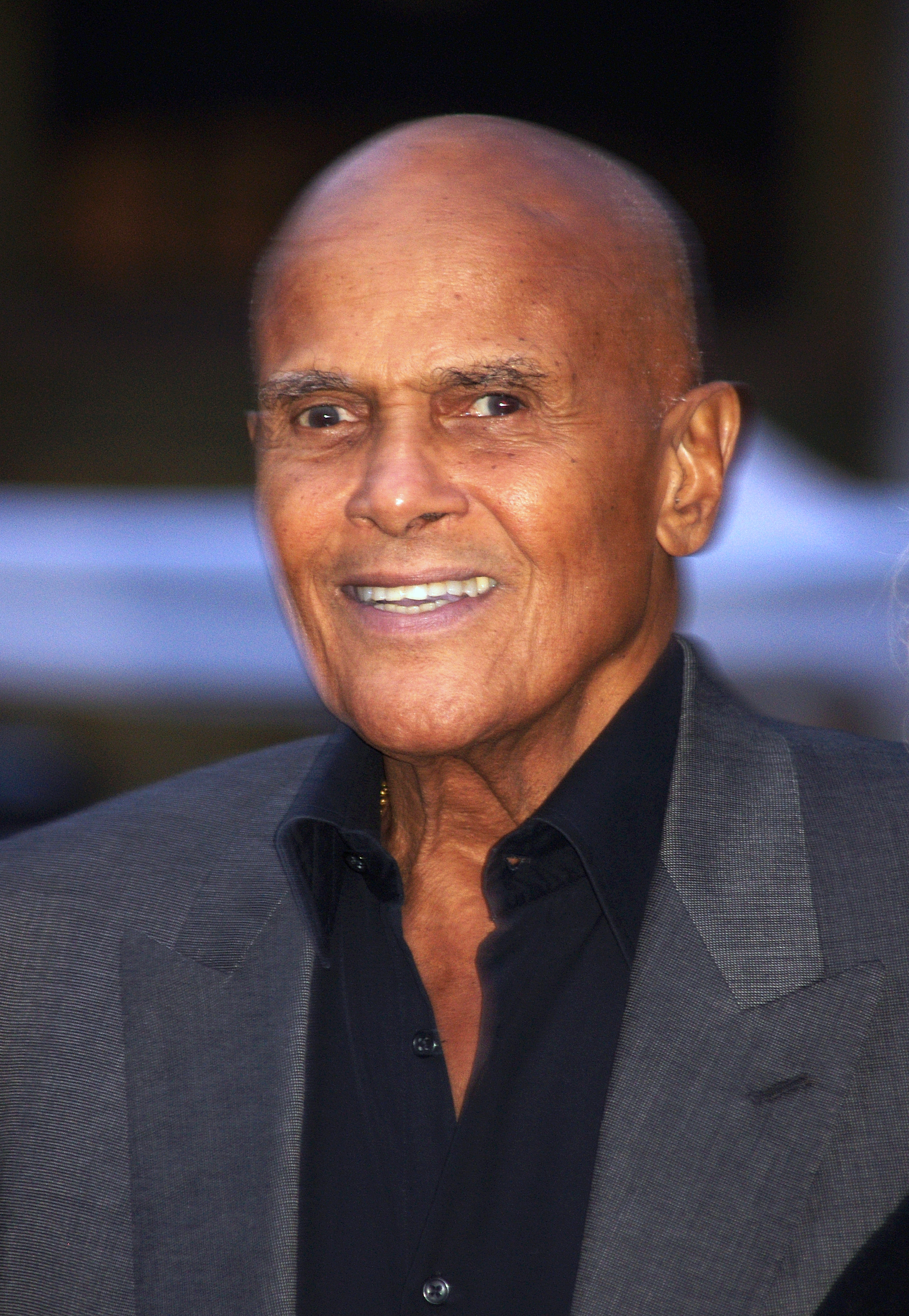
Belafonte em 2011

Harry Belafonte chamou a atenção por seus comentários políticos contra o governo Bush e a Guerra do Iraque. Sendo um dos primeiros artistas a apoiar publicamente o jornalista e documentarista Michael Moore em sua cruzada cívica contra a eleição de George H. W. Bush e a invasão do Iraque, um de seus comentários mais ácidos foi feito durante uma entrevista a uma rádio de San Diego, quando acusou, usando palavras de um de seus mentores ideológicos, Malcolm X, os então Secretários de Estado dos Estados Unidos, Colin Powell e Condoleezza Rice, de serem usados como serviçais úteis do governo branco e direitista de George Bush. Rice respondeu, através do programa da jornalista Amy Goodman, Democracy Now, "que não precisava que Harry Belafonte lhe ensinasse o que era ser negra nos Estados Unidos".

## Frases
| “ | Não importa o que diga o grande tirano e terrorista do mundo, George W. Bush, estamos aqui para lhe dizer que não centenas, nem milhares, mas milhões de pessoas nos Estados Unidos apoiam o seu governo e a sua revolução. | ” |

Em 2006, acompanhando uma delegação à Venezuela, em que também se encontrava outro ator ativista, Danny Glover, que levava apoio a Hugo Chávez, pela iniciativa do líder venezuelano em vender derivados de petróleo, como gasolina e óleos lubrificantes, por preços baixos a várias regiões pobres do interior dos Estados Unidos.
| “ | Qual a diferença entre uns terroristas e outros terroristas? | ” |

Ainda em 2006, comparando o governo americano aos ataques de 11 de setembro, em discurso na Universidade Duke, no Dia de Martin Luther King.
| “ | Harry Belafonte, o Patriota. | ” |

A frase que ele gostaria que constasse em seu epitáfio se pudesse escolher.

## Morte
Belafonte morreu em 25 de abril de 2023 em Manhattan, Nova Iorque, devido à insuficiência cardíaca congestiva.